# Apostolska nunciatura v Sudanu
Apostolska nunciatura v Sudanu je diplomatsko prestavništvo (veleposlaništvo) Svetega sedeža v Sudanu, ki ima sedež v Kartumu.
Trenutni apostolski nuncij je Leo Boccardi.

## Seznam apostolskih nuncijev
- Ubaldo Calabresi (3. julij 1969–5. januar 1978)
- Giovanni Moretti (13. marec 1978–10. julij 1984)
- Luis Robles Díaz (16. februar 1985–13. marec 1990)
- Erwin Josef Ender (15. marec 1990–9. julij 1997)
- Marco Dino Brogi (13. december 1997–5. februar 2002)
- Dominique François Joseph Mamberti (18. maj 2002–15. september 2006)
- Leo Boccardi (16. januar 2007–danes)